# دوري الدرجة الأولى السعودي 1994–95
إحصائيات دوري الدرجة الأولى السعودي 1994–95. هذا هو الدوري نسخة رقم 18 في تاريخ دوري الدرجة الأولى السعودي. حصل وتأهل الطائي إلى دوري المحترفين السعودي بعد حصوله على 34 نُقطة للمرة الثانية في تاريخه بعد حصوله عليه في موسم 1984-85. وحل التعاون وصيفًا بحصوله على 31 نُقطة. وهبطا ناديي النادي العربي بعد حصوله على 17 نُقطة، فيما حصل نادي أبها على 16 نقطة وهبا معًا إلى دوري الدرجة الثانية السعودي.

## الأندية المُشاركة
| النادي  | الموقع          | الملعب                                    |
| ------- | --------------- | ----------------------------------------- |
| أبها    | أبها            | مدينة الأمير سلطان بن عبد العزيز الرياضية |
| الأنصار | المدينة المنورة | مدينة الأمير محمد بن عبد العزيز الرياضية  |
| الشعلة  | الخرج           | ملعب نادي الشعلة                          |
| الطائي  | حائل            | ملعب الأمير عبد العزيز بن مساعد           |
| هجر     | الهفوف          | ملعب الأمير عبد الله بن جلوي              |
| سدوس    | الرياض          | ملعب الصائغ                               |
| العربي  | عنيزة           | ملعب إدارة التعليم                        |
| أحد     | المدينة المنورة | مدينة الأمير محمد بن عبد العزيز الرياضية  |
| التعاون | بريدة           | مدينة الملك عبد الله الرياضية             |
| النهضة  | الدمام          | ملعب الأمير محمد بن فهد                   |

## الترتيب
| المركز | النادي  | لعب | فوز | تعادل | خسر | له | عليه | فارق | نقاط | التأهل أو الهبوط                    |
| ------ | ------- | --- | --- | ----- | --- | -- | ---- | ---- | ---- | ----------------------------------- |
| 1      | الطائي  | 18  | 10  | 4     | 4   | 30 | 20   | +10  | 34   | تأهل إلى دوري المحترفين السعودي     |
| 2      | التعاون | 18  | 9   | 5     | 4   | 22 | 12   | +10  | 31   | تأهل إلى دوري المحترفين السعودي     |
| 3      | الشعلة  | 18  | 7   | 8     | 3   | 24 | 17   | +7   | 29   |                                     |
| 4      | أحد     | 18  | 7   | 8     | 3   | 19 | 14   | +5   | 29   |                                     |
| 5      | هجر     | 18  | 8   | 4     | 6   | 22 | 23   | -1   | 28   |                                     |
| 6      | الأنصار | 18  | 5   | 6     | 7   | 17 | 18   | -1   | 21   |                                     |
| 7      | النهضة  | 18  | 5   | 4     | 9   | 22 | 27   | -5   | 19   |                                     |
| 8      | سدوس    | 18  | 6   | 1     | 11  | 20 | 35   | -15  | 19   |                                     |
| 9      | العربي  | 18  | 4   | 5     | 9   | 20 | 29   | -10  | 17   | هبط إلى دوري الدرجة الثانية السعودي |
| 10     | أبها    | 18  | 3   | 7     | 8   | 25 | 26   | -1   | 16   | هبط إلى دوري الدرجة الثانية السعودي |

## روابط خارجية
- Saudi Arabia Football Federation
- Saudi League Statistics
- Al Jazirah 2 Apr 1995 issue 8211 (بالعربية)